# Frederik II van Baden
Frederik Willem Lodewijk August (Karlsruhe, 9 juli 1857 - Badenweiler, 9 augustus 1928) was van 1907 tot 1918 de laatste groothertog van Baden.

## Leven
Frederik was de oudste zoon van groothertog Frederik I en Louise Marie Elisabeth van Pruisen, dochter van de Duitse keizer Wilhelm I. Zoals zoveel vorstenzonen begon hij een militaire carrière en diende als kolonel van de infanterie in de legers van Oostenrijk, Pruisen en Württemberg. Op 20 september 1885 trad hij in het huwelijk met Hilda Charlotte Wilhelmine van Nassau-Weilburg, dochter van  hertog Adolf van Nassau, de latere groothertog van Luxemburg. Het paar bleef kinderloos.
Frederik II besteeg na de dood van Frederik I op 28 september 1907 de Badense troon. Hij zette het liberale beleid van zijn vader voort zodat Baden zijn status als "Musterländle" (voorbeeldlandje) behield. Bij gebrek aan nakomelingen werd zijn neef Max, later rijkskanselier van het Keizerrijk, als troonopvolger aangewezen.
De revolutie die in 1918 door Duitsland stormde liet ook Baden niet onberoerd. Frederik werd op 22 november gedwongen troonsafstand te doen. Men prees hem evenwel openlijk voor zijn beleid, dat gunstig afstak bij het Pruisische. Na de revolutie ontstond de vrijstaat Baden die in 1951/1952 opging in het nieuwe bondsland Baden-Württemberg. 
De ex-groothertog bracht de rest van zijn leven zeer teruggetrokken door in zijn slot in Freiburg. Hij stierf op 9 augustus 1928.

## Voorvaderen
| Frederik II van Baden             | Frederik II van Baden                                                                       | Frederik II van Baden                                                                       | Frederik II van Baden                                                                  | Frederik II van Baden                                                                  | Frederik II van Baden                                                                                | Frederik II van Baden                                                                                | Frederik II van Baden                                                                                | Frederik II van Baden                                                                                |
| --------------------------------- | ------------------------------------------------------------------------------------------- | ------------------------------------------------------------------------------------------- | -------------------------------------------------------------------------------------- | -------------------------------------------------------------------------------------- | --- | --- | --- | --- |
| Overgrootouders                   | Karel Frederik van Baden (1728–1811) ∞ 1769 Luise Karoline Geyer von Geyersberg (1768-1820) | Karel Frederik van Baden (1728–1811) ∞ 1769 Luise Karoline Geyer von Geyersberg (1768-1820) | Gustaaf IV Adolf van Zweden (1778–1837) ∞ 1768 Frederika van Baden (1781–1826)         | Gustaaf IV Adolf van Zweden (1778–1837) ∞ 1768 Frederika van Baden (1781–1826)         | Frederik Willem III van Pruisen (1770–1840) ∞ 1793 Louise van Mecklenburg-Strelitz (1776–1810)       | Frederik Willem III van Pruisen (1770–1840) ∞ 1793 Louise van Mecklenburg-Strelitz (1776–1810)       | Karel Frederik van Saksen-Weimar-Eisenach (1783–1853) ∞ 1804 Maria Pavlovna van Rusland (1786–1859)  | Karel Frederik van Saksen-Weimar-Eisenach (1783–1853) ∞ 1804 Maria Pavlovna van Rusland (1786–1859)  |
| Grootouders                       | Leopold van Baden (1790–1852) ∞ Sofie van Zweden (1801-1856)                                | Leopold van Baden (1790–1852) ∞ Sofie van Zweden (1801-1856)                                | Leopold van Baden (1790–1852) ∞ Sofie van Zweden (1801-1856)                           | Leopold van Baden (1790–1852) ∞ Sofie van Zweden (1801-1856)                           | Wilhelm I van Duitsland (1797–1888) ∞ 1829 Augusta van Saksen-Weimar-Eisenach (1811–1890)(1786–1859) | Wilhelm I van Duitsland (1797–1888) ∞ 1829 Augusta van Saksen-Weimar-Eisenach (1811–1890)(1786–1859) | Wilhelm I van Duitsland (1797–1888) ∞ 1829 Augusta van Saksen-Weimar-Eisenach (1811–1890)(1786–1859) | Wilhelm I van Duitsland (1797–1888) ∞ 1829 Augusta van Saksen-Weimar-Eisenach (1811–1890)(1786–1859) |
| Ouders                            | Frederik I van Baden (1826-1907) ∞ 1829 Louise Marie Elisabeth van Pruisen (1838–1923)      | Frederik I van Baden (1826-1907) ∞ 1829 Louise Marie Elisabeth van Pruisen (1838–1923)      | Frederik I van Baden (1826-1907) ∞ 1829 Louise Marie Elisabeth van Pruisen (1838–1923) | Frederik I van Baden (1826-1907) ∞ 1829 Louise Marie Elisabeth van Pruisen (1838–1923) | Frederik I van Baden (1826-1907) ∞ 1829 Louise Marie Elisabeth van Pruisen (1838–1923)               | Frederik I van Baden (1826-1907) ∞ 1829 Louise Marie Elisabeth van Pruisen (1838–1923)               | Frederik I van Baden (1826-1907) ∞ 1829 Louise Marie Elisabeth van Pruisen (1838–1923)               | Frederik I van Baden (1826-1907) ∞ 1829 Louise Marie Elisabeth van Pruisen (1838–1923)               |
| Frederik II van Baden (1857–1928) |                                                                                             |                                                                                             |                                                                                        |                                                                                        | | | | |

## Ridderorden en militaire onderscheidingen
- Orde van de Zwarte Adelaar
- Orde van de Olifant
- IJzeren Kruis 1914